# Smithsonian Channel (Canada)

Logo de eqhd (2010-2013)

Pour les articles homonymes, voir Smithsonian (homonymie).
Smithsonian Channel est une chaîne de télévision canadienne spécialisée de catégorie B en langue anglaise appartenant à Blue Ant Media (en) et diffusant exclusivement en haute définition, qui a été lancée le 5 septembre 2006. C'est la version canadienne de la chaîne américaine Smithsonian Channel, utilisée sous licence.

## Histoire
En avril 2006, John S. Panikkar, cofondateur de High Fidelity HDTV, a obtenu une licence de diffusion du CRTC pour le service MeridianHD « dont les émissions seront consacrées exclusivement à l'exploration de la géographie, des peuples, des lieux et des cultures ». La chaîne a été lancée le 5 septembre 2006 sous le nom Equator HD et tirait sa programmation de la chaîne américaine du même nom, propriété de Voom HD Networks, bien que cette chaîne a mis fin à ses activités en janvier 2009. La chaîne est éventuellement devenu eqhd le 23 août 2010.
Le 21 décembre 2011, High Fidelity HDTV a annoncé son achat par Blue Ant Media, l'actionnaire majoritaire de Glassbox Television et actionnaire minoritaire de Quarto Communications. La transaction a été approuvée par le CRTC en juillet 2012.